# Mexiko na Letních olympijských hrách 1972
Mexiko se účastnilo Letní olympiády 1972 v německém Mnichově. Zastupovalo ho 174 sportovců (152 mužů a 22 žen) v 20 sportech.

## Medailisté
| Medaile | Jméno          | Sport | Soutěž                       |
| ------- | -------------- | ----- | ---------------------------- |
| Stříbro | Alfonso Zamora | Box   | Muži váha bantamová do 54 kg |